# Галайко Володимир Петрович
Галайко Володимир Петрович (нар. 2 жовтня 1935, Архангельськ — пом. 12 вересня 2001, Харків) — фізик — теоретик, доктор фізико-математичних наук, професор, головний науковий співробітник Фізико-технічного інституту низьких температур імені Б. І. Вєркіна НАН України, Лауреат Державної премії України в галузі науки і техніки.

## Біографія
Владимир Петрович Галайко народився 2 жовтня 1935 р. в Архангельську. Його батьки були репресовані. В 1958 закінчив кафедру теоретичної фізики фізико-математичного факультету Харківського державного університету. Навчався в аспірантурі університету, науковий керівник І. М. Ліфшиць. Після закінчення аспірантури в 1961 викладав на кафедрі статистичної фізики та термодинаміки. В 1964 році він був відряджений в Іллінойський університет (Urbana, USA) до професора, двічі лауреата Нобелівської премії Джона Бардіна на річне стажування. У 1968 році В. П. Галайко перейшов на роботу у Фізико-технічний інститут низьких температур АН УРСР. Остання посада в інституті — головний науковий співробітник у теоретичному відділі ФТІНТ, керівником якого був у той час А. М. Косевич. Докторську дисертацію захистив у 1975 р. У 2000 році став лауреатом Державної премії України в галузі науки і техніки. Помер В. П. Галайко 12 вересня 2001 р. у Харкові.

## Наукова діяльність
Наукові праці В. П. Галайко стали класичними та стимулювали теоретичні й експериментальні дослідження в одній з важливих областей фізики — надпровідності. Він зробив значний внесок у теорію надпровідності. Використовуючи метод С. В. Пелетмінського, він перший одержав кінетичні рівняння для надпровідників і застосував їх для опису нерівноважних властивостей у надпровідниках другого роду. У роботах В. П. Галайко були закладені основи створення мікроскопічної теорії струмового резистивного стану вузьких надпровідних плівок. У роботах В. П. Галайко вперше були висловлені загальні теоретичні міркування про природу резистивного стану вузьких надпровідних каналів. За допомогою кінетичних рівнянь їм була досліджена структура струмового стану, що являє собою мікроскопічне фазове розшарування зі чергуванням надпровідних і квазінормальних областей.

## Вибранні публікації
1. Гальваномагнитные эффекты в нормальном состоянии ВТСП металлооксидов в модели двухзонного сверхпроводника с узкой зоной (уровнем) вблизи границы Ферми / В. П. Галайко, Е. Н. Братусь // Физика низких температур. — 2002. — Т. 28, № 5. — С. 460—468. — Бібліогр.: 10 назв. — рос.http://dspace.nbuv.gov.ua/handle/123456789/130180
2. E.V. Bezuglyi, V.P. Galaiko, V.S. Shumeiko: Helical electromagnetic solitons in metals. Physical Review B 1990; 42(6) P.3729.https://doi.org/10.1103/PhysRevB.42.3729
3. V.P. Galaiko, A.Yu. Azovskii, E.V. Bezuglyi, E. N. Bratus’, V. S. Shumeiko: Theory of a dirty two-band high-Tc superconductor. Low Temperature Physics 1990; 16(5), P.569.
4. V.P. Galaiko, E.V. Bezuglyi, V.S. Shumeiko: Thermodynamic properties of two-band superconductors with a narrow band close to Fermi level. Low Temperature Physics 1987; 13(12) P.1301.
5. A.Yu. Azovskii, E.V. Bezuglyi, V.P. Galaiko: Nonlinear absorption of electromagnetic waves in superconducting alloys at low temperatures. Low Temperature Physics 1984; 10(7) P.818.
6. E.V. Bezuglyi, E.N. Bratus, V.P. Galaiko: Voltage jumps in the current-voltage characteristics of superconductive channels. Low Temperature Physics 1977; 3(8) P.491.
7. E.V. Bezuglyi, E.N. Bratus, V.P. Galaiko: Dielectric Response Functions in the Problem of Longitudinal Collective Mode Excitation in Superconductors. Journal of Low Temperature Physics 1982; 47(5/6) P.511.https://doi.org/10.1007/BF00683991
8. V.P. Galaiko, E.V. Bezuglyi, E. Puppe: Towards a Kinetic Theory of the Intermediate State of Superconductors [Архівовано 9 вересня 2021 у Wayback Machine.]. The Physics of Metals and Metallography 1974; 37(3) P.479.
9. V.P. Galaiko, E.V. Bezuglyi: Magnetic quantization and absorption of ultrasound in superconductors in the intermediate state. Journal of Experimental and Theoretical Physics 1971; 33(4) P.796.
10. В. П. Галайко, «Кинетические уравнения для процессов релаксации в сверхпроводящих сплавах», ТМФ, 23(1) (1975), C.111–120.  V. P. Galaiko, «Kinetic equations for relaxation processes in superconducting alloys», Theoret. and Math. Phys., 23(1) (1975), P.388. https://doi.org/10.1007/BF01038223
11. В. П. Галайко, «Релаксация электронов на примесях в сверхпроводниках», ТМФ, 22(3) (1975), C.375–390.  V. P. Galaiko, «Relaxation of electrons on impurities in super conductors», Theoret. and Math. Phys., 22(3) (1975), P.264–274.
12. В. П. Галайко, Л. Э. Паргаманик, «О корреляционных функциях для системы одинаковых заряженных частиц», Докл. АН СССР, 123(6) (1958), C.999–1002.

## Нагороди
Лауреат Державної премії України в галузі науки і техніки (2000)

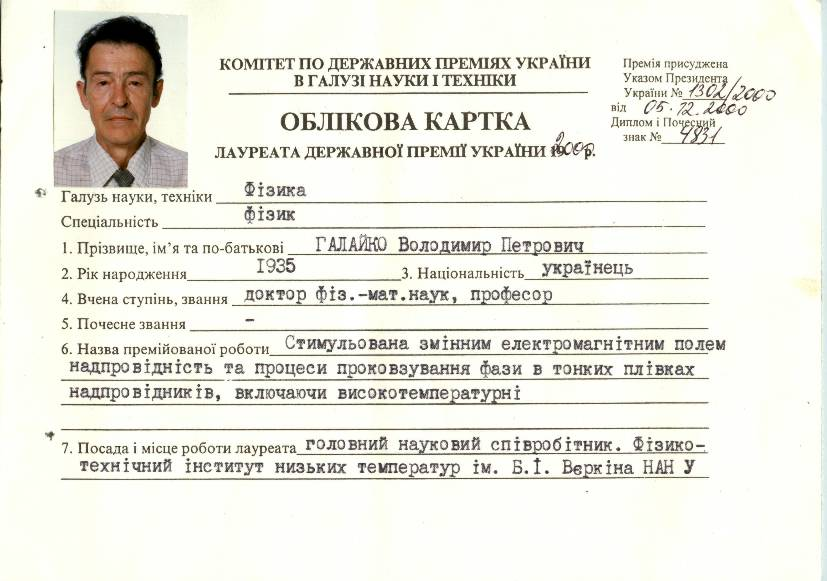